# Ластовиця бурочерева
Ластови́ця бурочерева (Orochelidon murina) — вид горобцеподібних птахів родини ластівкових (Hirundinidae). Мешкає в Андах.

## Опис

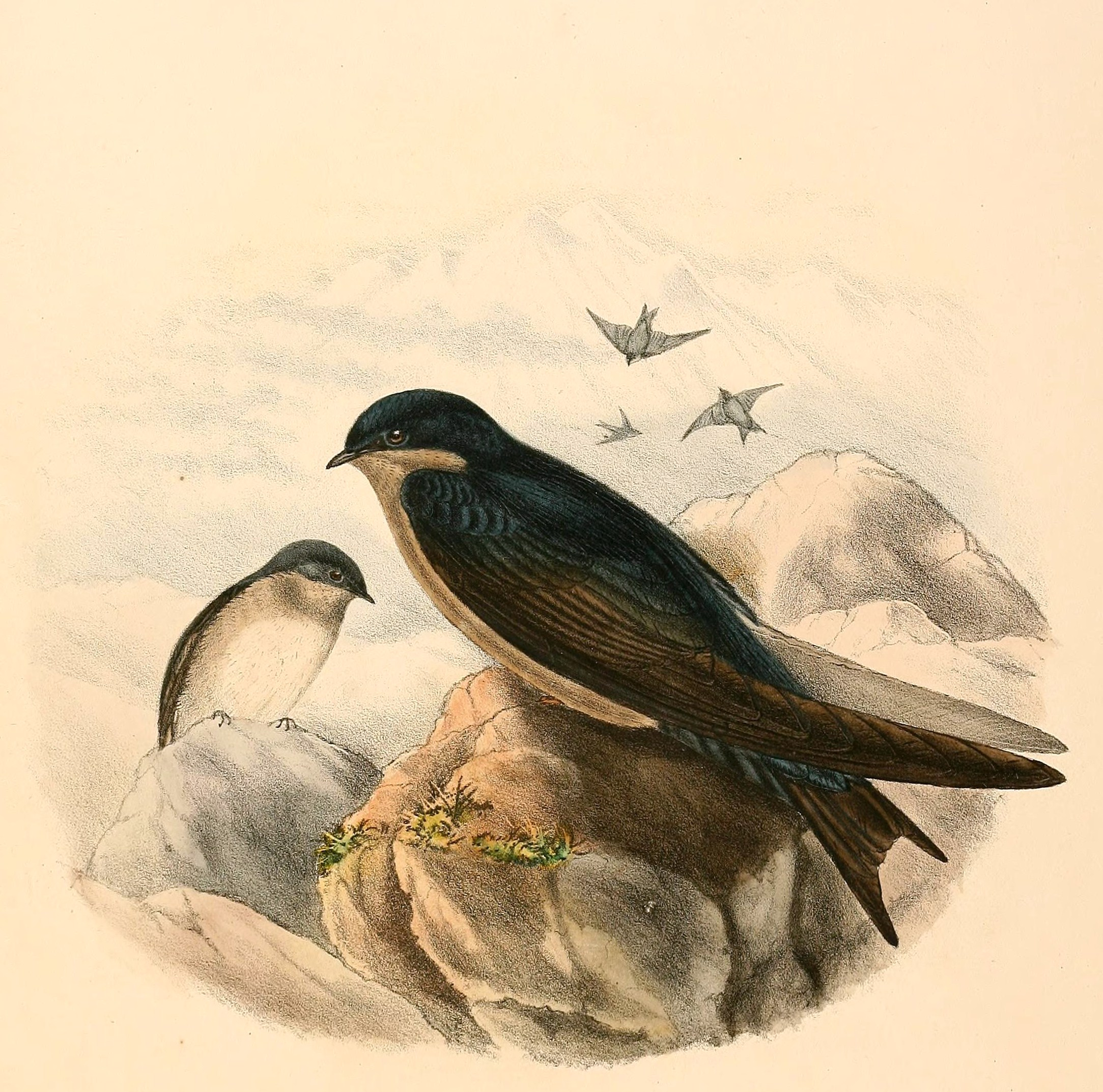
Бурочереві ластовиці

Довжина птаха становить 14 см, вага 12,5 г. Голова і верхня частина тіла темно-сині, нижня частина тла сірувато-коричнева. Хвіст відносно довгий, глибоко роздвоєний.

## Підвиди
Виділяють три підвиди:
- O. m. meridensis Zimmer, JT & Phelps, WH, 1947 — гори Кордильєра-де-Мерида на заході Венесуели (Мерида, Трухільйо);
- O. m. murina (Cassin, 1853) — гори Сьєрра-де-Періха на кордоні Колумбії і Венесуели, гірський масив Сьєрра-Невада-де-Санта-Марта на півночі Колумбії, Анди в КолумбіЇ, Еквадорі і Перу (на південь до Арекіпи і Куско);
- O. m. cyanodorsalis Carriker, 1935 — Анди на крайньому півдні Перу (Пуно) і в Болівії.

## Поширення і екологія
Бурочереві ластовиці мешкають у Венесуелі, Колумбії, Еквадорі, Перу і Болівії. Вони живуть на високогірних луках парамо і пуна та на гірських схилах, порослих чагарниками і деревами. Зустрічаються парами або невеликими зграйками. Живляться комахами, яких ловлять в польоті. Гніздяться в каньйонах і серед скель.